# Pont de Kirchenfeld
Le Pont de Kirchenfeld (en allemand : Kirchenfeldbrücke) est un pont en ville de Berne, la capitale de la Suisse. Il franchit l'Aar.

## Historique
Le pont de Kirchenfeld, qui passe pour être l'un des chefs-d'œuvre du génie civil en Suisse, relie la Casinoplatz (place du casino) dans la vieille ville de Berne à l'Helvetiaplatz dans le quartier de Kirchenfeld. Cet ouvrage d'art a été bâti en 1881-1883 par l'entreprise bernoise de constructions métalliques Ott d'après des plans de Moritz Probst et Jules Röthlisberger. En 1913, les deux piliers principaux ont été enrobés dans une structure de béton.
Le pont dessert le quartier de Kirchenfeld, résultat d'une vaste opération immobilière et urbanistique de la fin du XIXe siècle, dans laquelle l'architecte franco-suisse Horace Édouard Davinet joue un rôle important.

## Sources
- (de) Cet article est partiellement ou en totalité issu de l’article de Wikipédia en allemand intitulé « Kirchenfeldbrücke » (voir la liste des auteurs).